# Risco Plateado
Risco Plateado je neaktivní vulkanický komplex. Nachází se v argentinské provincii Mendoza, asi 10 km jižně od okraje kaldery Caldera del Atuel. Komplex je tvořen stratovulkánem, který je přeťatý kalderou o průměru 4 km. Prvotní dacitovou erupční fázi komplexu překrývají čedičově-andezitové lávové proudy. Parazitické struskové kužely na jihozápadním, resp. severovýchodním okraji kaldery jsou poměrně mladé, nezvětralé.